# Ла Торре, Кетти
Кончетта «Кетти» Ла Торре (итал. Concetta "Ketty" La Torre, род. 25 декабря 1972 года, в Монце, область Ломбардия, Италия) — итальянская шорт-трекистка. Она участвовала в Олимпийских играх 1992 года, бронзовый призёр чемпионата мира 1991 года.

## Спортивная карьера
Кетти Ла Торре начала выступления на международном уровне в 1989 году, участвуя на чемпионате мира в Солихалле, где стала 18-й в общем зачёте. На следующий год заняла 23-е место в Амстердаме. В 1991 году на чемпионате мира в Сиднее Кетти выиграла бронзовую медаль в составе Марии Розы Кандидо, Кристины Шиоллы, Габриэллы Монтедуро и Маринеллы Канклини. Через неделю на командном чемпионате мира в Сеуле она заняла 7-е место, а через год в Минамимаки стала 5-й в команде.
На Олимпийских играх в Альбервилле Кетти Ла Торре участвовала только в эстафете, где заняла 7-е место. В том же году она завершила карьеру спортсменки.

## Карьера в медицине
Кетти с 1992 по 1999 года прошла обучение в Миланском университете и получила степень бакалавра в специализации биологических наук. С 2000 по май 2015 года работала специалистом терапевтически-кардиолого-респираторной области. С 2015 по март 2017 года специалист в области редких заболевании ИПФ, с 2017 года получила должность менеджера проектов, проработала до августа 2020 года. С 2020 года по настоящее время работает в Миланском фармацевтическом отделе компании «Boehringer Ingelheim Italia S.p.A.»